# 諸杉神社
諸杉神社（もろすぎじんじゃ）は、兵庫県豊岡市出石町内町にある神社。式内社で、旧社格は県社。
有子山北麓、出石城東部に鎮座する。

## 祭神
祭神は次の1柱。
- 多遅摩母呂須玖神（たじまもろすくのかみ）
『古事記』では「多遅摩母呂須玖」、『日本書紀』では「但馬諸助」と表記され、いずれも天日槍（天之日矛）の子とする。社名の「諸杉」はこの「母呂須玖（諸助）」に由来するといわれる[2]。

上記の通り、祭神は出石開拓神たる天日槍の嫡子とされる。出石一帯では、諸杉神社のほか出石神社（豊岡市出石町宮内）、御出石神社（豊岡市出石町桐野）、中嶋神社（豊岡市三宅）、須義神社（豊岡市出石町荒木）など天日槍系の神社が多く分布することが知られる。

## 歴史
創建は不詳。社伝では、当初は出石神社近くの水上村（現・豊岡市出石町水上）に鎮座したといい、現在地に遷座したのは天正2年（1574年）とされる。社名の「諸杉」に関わる多遅摩母呂須玖（但馬諸助）は『古事記』『日本書紀』で見え、かつ天日槍の嫡子にも位置づけられることから、諸杉神社も古くから鎮座したものと推測されている。なお、創建地とされる水上地域は現在も諸杉神社の氏子の関係にあり、祭礼では水上までの神輿渡御が行われる。
延長5年（927年）成立の『延喜式』神名帳では但馬国出石郡に「諸杉神社/諸枌神社」と記載され、式内社に列している。
その後の歴史は詳らかではないが、前述の天正2年（1574年）に山名氏が此隅山城から有子山城に移転するにあたり、諸杉神社も水上村から城下の現在地に遷座したという。江戸時代には出石城の山里曲輪北方に祀られ、城主の小出氏・松平氏・仙石氏から崇敬を受けて社殿造営・神供料寄進等がなされている。仙石氏の城主時代は、参勤交代からの帰国に際して城主自ら諸杉神社に参拝するのが習わしであったという。この江戸時代の頃には社名は「諸杉大明神」とも称されていた。
明治維新後、明治6年（1873年）10月に近代社格制度において郷社に列し、大正13年（1924年）4月21日に県社に昇格した。その間、明治9年（1876年）に社殿を焼失したが、明治17年（1884年）に再建されている。

## 境内
- 本殿 - 正面三間・背面二間・側面二間の入母屋造で、正面には千鳥破風を付す。屋根は銅板葺[1]。
- 拝殿 - 入母屋造で、屋根は瓦葺[2]。
- 神輿蔵

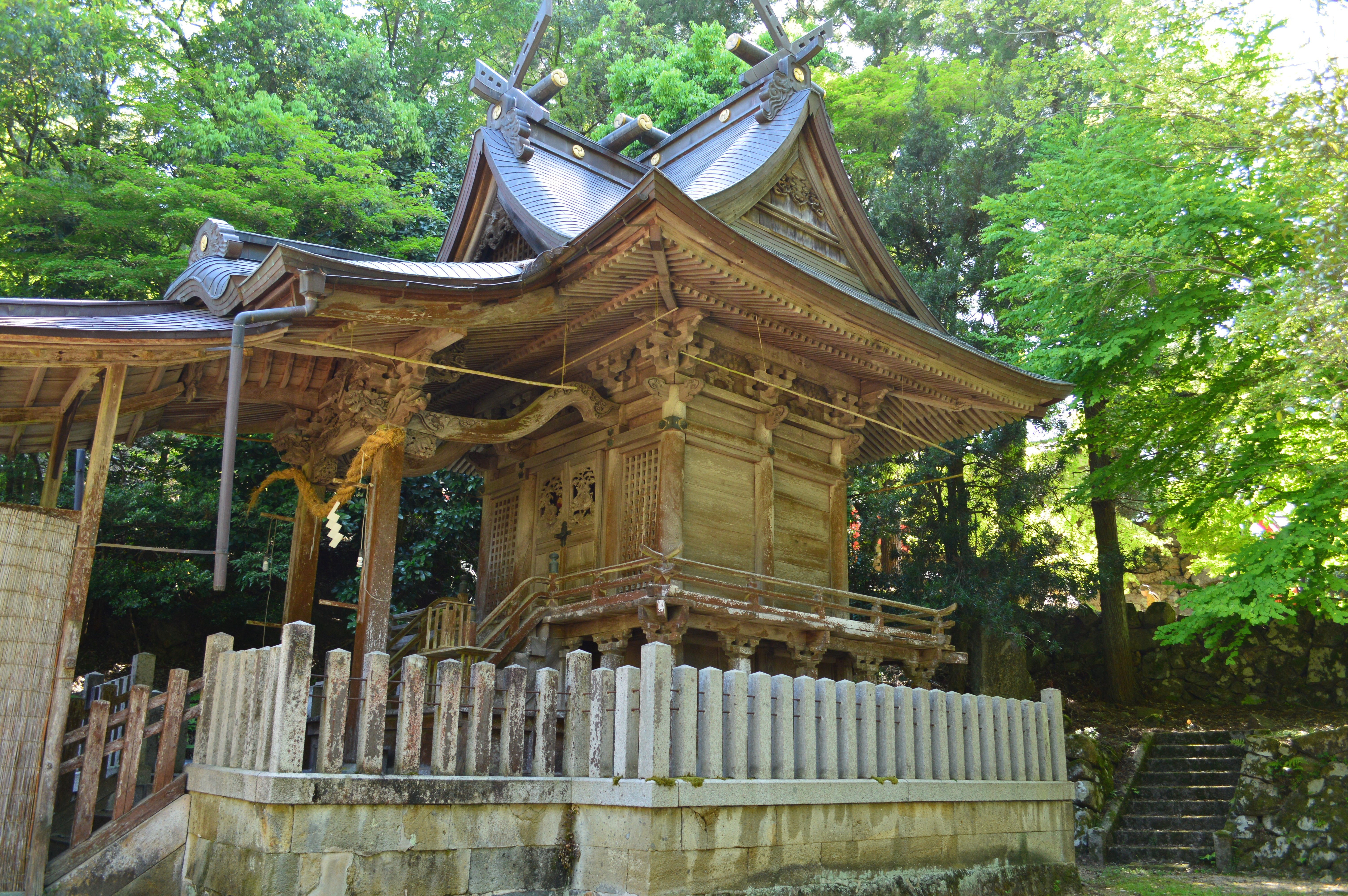
本殿
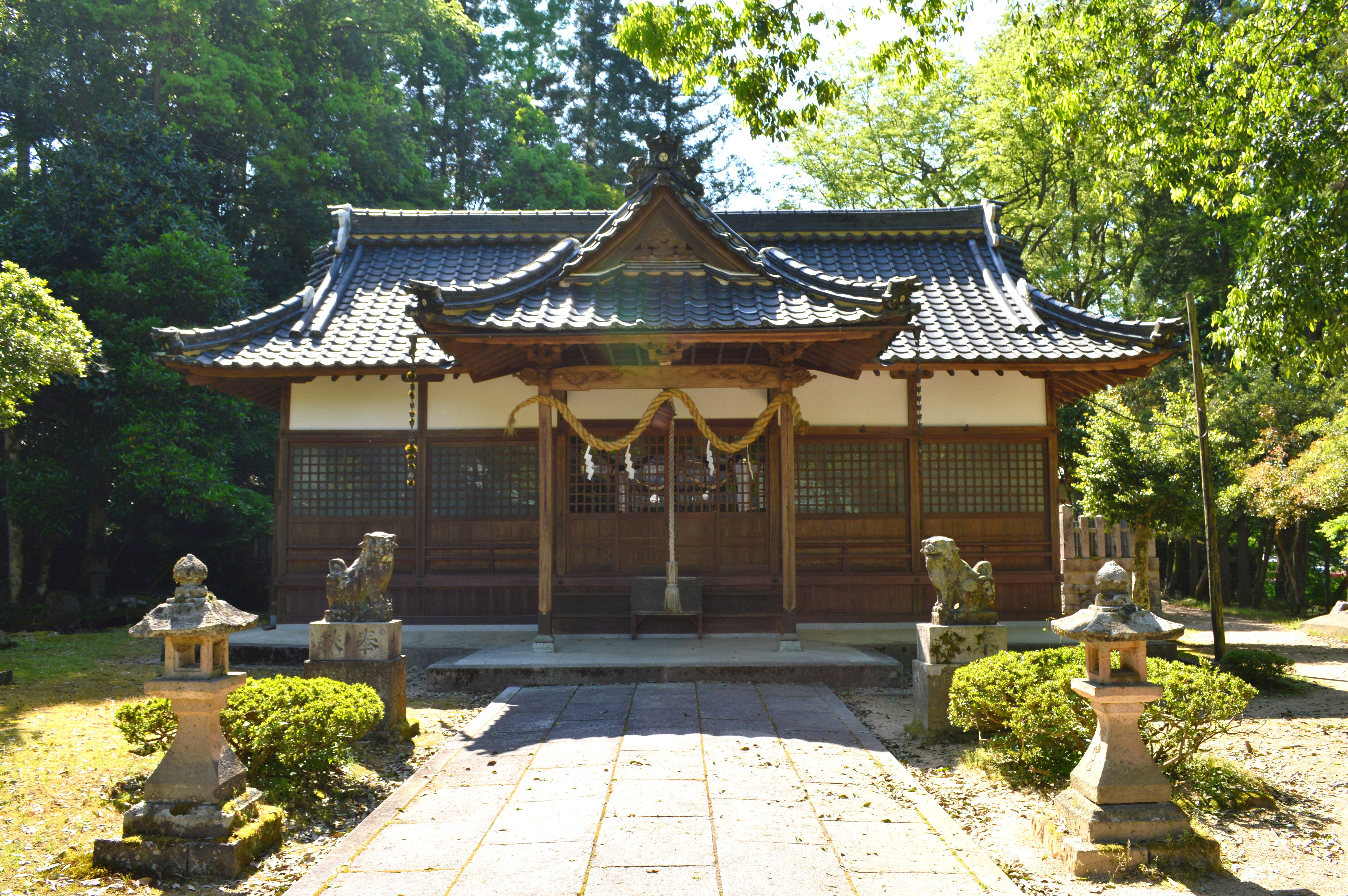
拝殿

## 摂末社
- 川上神社 - 祭神：瀬織津姫神
- 天神社
- 厳島神社
- 社日神社
- 新田神社
- 三柱神社
- 八幡神社
- 稲荷神社
- 大國神社
- 稲荷神社

## 祭事
- 例祭 （10月15日前の日曜）
かつては9月9日、のち10月15日に行われていた[2]。石部神社と伊福部神社とともに、「だんじり祭り」と称して約20台のだんじりをして出石城前でぶつけ合う喧嘩祭りを行う。

## 現地情報
所在地
- 兵庫県豊岡市出石町内町28

交通アクセス
- 出石中心部の辰鼓楼から南東へ徒歩約4分

周辺
- 出石城